# Herrarnas 500 meter i short track vid olympiska vinterspelen 2014

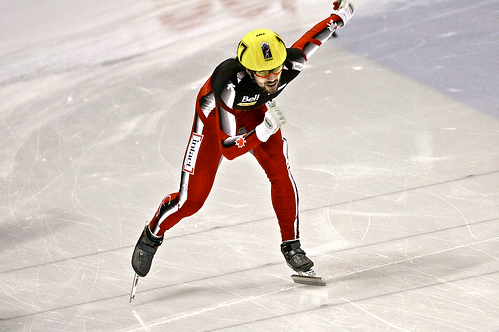
Charles Hamelin, vinnare av herrarnas 500 m i Vancouver 2010

Herrarnas 500 meter i short track vid olympiska vinterspelen 2014 hölls i anläggningen Iceberg skridskopalats, i Sotji, Ryssland den 18-21 februari 2014. Tävlingen bestod först av ett antal heat som sedan följdes av kvartsfinaler, semifinaler och till sist finaler. Heaten kördes den 18:e medan både kvartsfinal, semifinal och final kördes den 21:a.

## Medaljörer
| Spel                | Guld             | Silver          | Brons                  |
| Herrarnas 500 meter | Viktor Ahn (RUS) | Wu Dajing (CHN) | Charle Cournoyer (CAN) |

## Schema
Alla tider är i (UTC+4).
| Datum       | Tid   | Omgång             |
| ----------- | ----- | ------------------ |
| 18 februari | 14:15 | Kvalificeringsheat |
| 21 februari | 20:30 | Kvartsfinal        |
| 21 februari | 21:13 | Semifinal          |
| 21 februari | 21:43 | Final              |